# Devil (Tekken)
Devil är en fiktiv karaktär i fighting-spelet Tekken skapat av spelföretaget Namco. Devil är slutbossen i Tekken 2, han är också med i Tekken (1), men man måste klara mini-spelet Galaga för att få honom.

## Historia

### Före Tekken 1
När Kazuya blev utslängd från en ravin av sin far, så var Kazuya väldigt nära att dö, men då kom Devil och erbjöd honom all kraft och styrka för att kunna besegra Heihachi, men i utbyte ville Devil ha Kauyzas själ. Kazuyas själ blev inte helt och hållet uppslukat av Devil, detta ledde till en inre kamp mellan, Devil och Angel, som representerade Kazuyas goda sida.
Men Angel misslyckades senare att rädda Kazuya.

### Efter Tekken 2
Efter att Kazuya blivit nedslängd i en vulkan så lämnade Devil hans kropp och försökte ta över Jin Kazama istället, men Devil blev besegrad av Jun.

### Tekken 4
I Tekken 4 så är Devil tillbaka fast inte som spelbar karaktär. Han är med i Kazuyas slut i Tekken 4, där det är oklart om de lever i symbios med varandra eller om Kazuya kontrollerar Devil eller om Devil kontrollerar Kazuya.

## Kuriosa
- I Tekken så hade inte Devil några vingar
- I Tekken 2 hade Devil ingen svans
- I Tekken Tag så har han både svans och vingar

## Relationer
- Kazuya Mishima
- Angel - Rival